# The Hurry and the Harm
The Hurry and the Harm é o quarto álbum de estúdio do City and Colour. Foi produzido por Alex Newport e lançado em 04 de junho de 2013, por Dine Alone Records e Cooking Vinyl.
O álbum recebeu uma pontuação de 67 em 100 a partir de 10 críticos sobre a revisão de Metacritic, indicando "avaliações favoráveis".

## Desempenho Comercial
The Hurry and the Harm estreou como número 1 no Canadian Albums Chart, vendendo 23.000 cópias em sua primeira semana. Era o segundo álbum consecutivo do City and Colour que estreou em No. 1 na parada. É também seu maior total de vendas em uma semana no Canadá até a data. Até 10 de janeiro de 2014, o álbum vendeu 66.000 cópias no Canadá. O álbum foi certificado com Platina no Canadá em 13 de Fevereiro de 2014.
O álbum também estreou como número 16 na Billboard 200, a venda de 20.000 para a semana. Esta é a Cidade e a posição mais alta de cor em que a carta, e seu único álbum top 20. O álbum vendeu 71.000 cópias nos os EUA até setembro de 2015.

## Faixas
Todas as faixas escritas e compostas por Dallas Green. 
| N.º            | Título                   | Duração |  |
| 1.             | "The Hurry and the Harm" | 4:23    |  |
| 2.             | "Harder Than Stone"      | 4:26    |  |
| 3.             | "Of Space and Time"      | 3:33    |  |
| 4.             | "The Lonely Life"        | 4:34    |  |
| 5.             | "Paradise"               | 3:38    |  |
| 6.             | "Commentators"           | 3:35    |  |
| 7.             | "Thirst"                 | 3:26    |  |
| 8.             | "Two Coins"              | 5:32    |  |
| 9.             | "Take Care"              | 3:38    |  |
| 10.            | "Ladies and Gentlemen"   | 4:05    |  |
| 11.            | "The Golden State"       | 5:18    |  |
| 12.            | "Death's Song"           | 4:43    |  |
| Duração total: | Duração total:           | 50:49   |  |

| Edição Deluxe faixas bônus |                                       |         |  |
| N.º                        | Título                                | Duração |  |
| 13.                        | "The Way It Used to Be"               | 4:10    |  |
| 14.                        | "Of Space and Time" (versão acústica) | 3:18    |  |
| 15.                        | "Harder Than Stone" (versão acústica) | 3:47    |  |
| Duração total:             | Duração total:                        | 1:02:04 |  |

## Pessoal
- Dallas Green - vocal principal, guitarra rítmica, guitarra acústica, piano
- Dante Schwebel - guitarra, backing vocals
- Jack Lawrence - baixo, backing vocals
- Matthew Kelly - pedal steel, órgão, piano
- Doug MacGregor - bateria

Produção
- Alex Newport - produtor, engenharia, mixagem, masterização

## Ligações Externas
- City and Colour site oficial
- City and Colour Myspace
- Dallas Green no Allmusic